# Омонова, Умида
Умида Омонова (узб. Umida Omonova; род. 2006) — узбекистанская шахматистка, международный мастер среди женщин (2023). Призёр чемпионата Узбекистана по шахматам среди женщин (2021).

## Биография
В 2018 году Умида Омонова заняла второе место на чемпионате мира по шахматам среди девушек до 12 лет.
В 2021 году она заняла второе место в чемпионате Узбекистана по шахматам среди женщин, проиграв Нилуфар Якуббаевой на тай-брейке после того, как обе финишировали в основном турнире со одинаковым результатом 8,5 очков из 10.
В июле 2021 года Умида Омонова приняла участие в Кубке мира по шахматам среди женщин в Сочи, где в 1-м туре уступила монгольской шахматистке Батхуягийн Монгонтуул со счетом 0,5:1,5.
За успехи в турнирах ФИДЕ в 2019 году присвоила ей звания мастера ФИДЕ среди женщин (WFM).

## Изменения рейтинга
| Графики недоступны из-за технических проблем. См. информацию на Фабрикаторе и на mediawiki.org. |